# Трихозант змієподібний
Трихозант змієподібний (Trichosanthes cucumerina) — вид рослин родини гарбузові.

## Назва
В англійській мові має назву «зміїний гарбуз» (англ. Snake Gourd).

## Будова
Однодомна однорічна в'юнка рослина, що збирається вгору чіпляючись вусиками. Лоза може рости до 6 метрів у довжину. Листя до 25 см довжини, пальчасто-поділене. Квіти одностатеві, білі з довгими волосинами на кінцях пелюсток, відкриваються вночі. Волоски на пелюстках закручуються вдень, коли квітка закрита, і розкриваються вночі. Жіночі квіти зацвітають пізніше за чоловічі. Плід має довжину 1,5-2 метрів, набуває червоного кольору, коли зрілий.

## Поширення та середовище існування
У дикому вигляді не зустрічається. Культивується у Південній та Південно-східній Азії.

## Практичне використання
Популярний овоч в Азії. Його їдять до того, як він досягає зрілості, коли стає гірким. Листя, вусики та молоді пагони також вживають в їжу.
Згідно з Аюрведою лікує різні захворювання шкіри, метеоризм та інші хвороби.

## Галерея

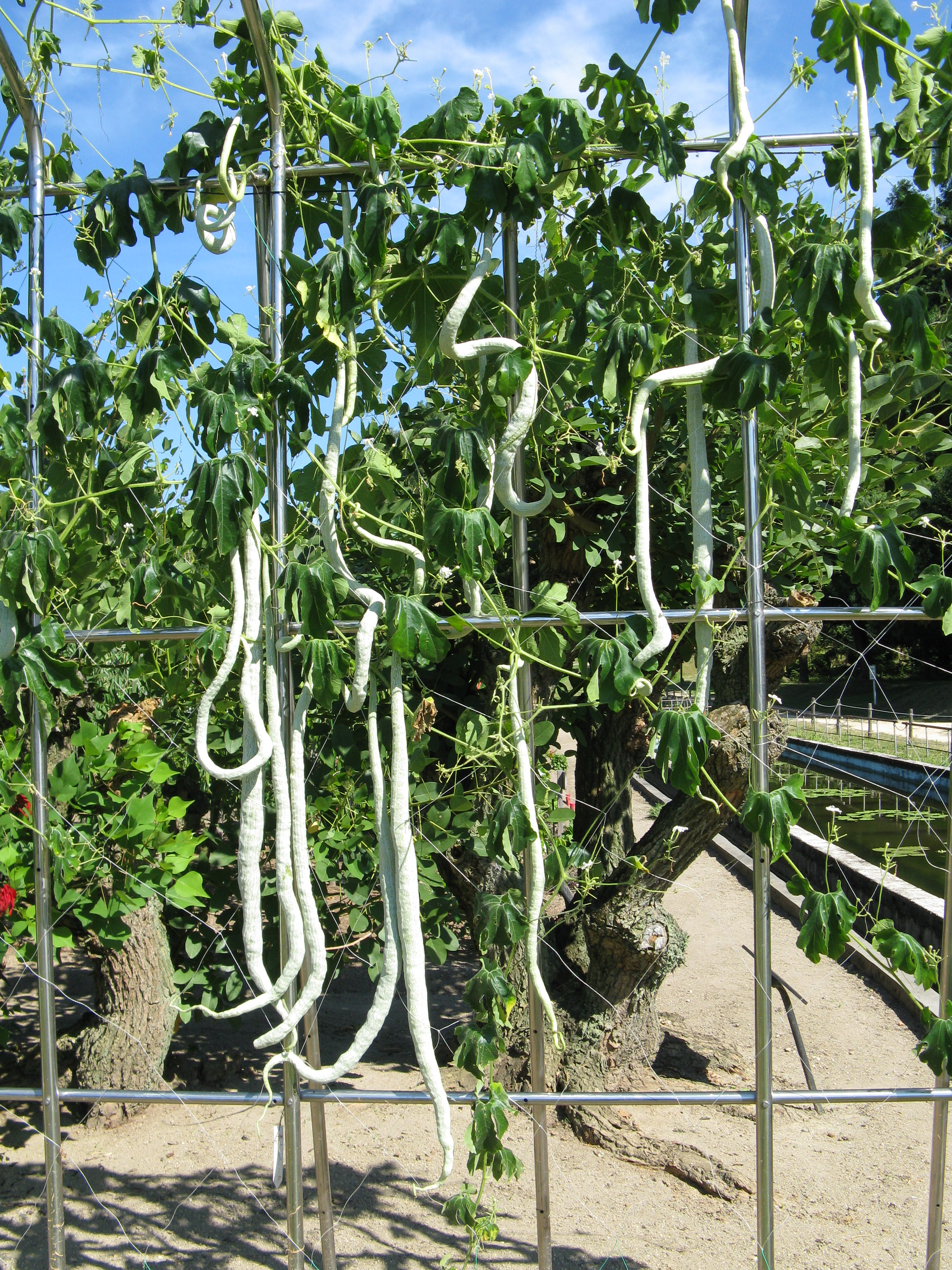
Зрілі плоди
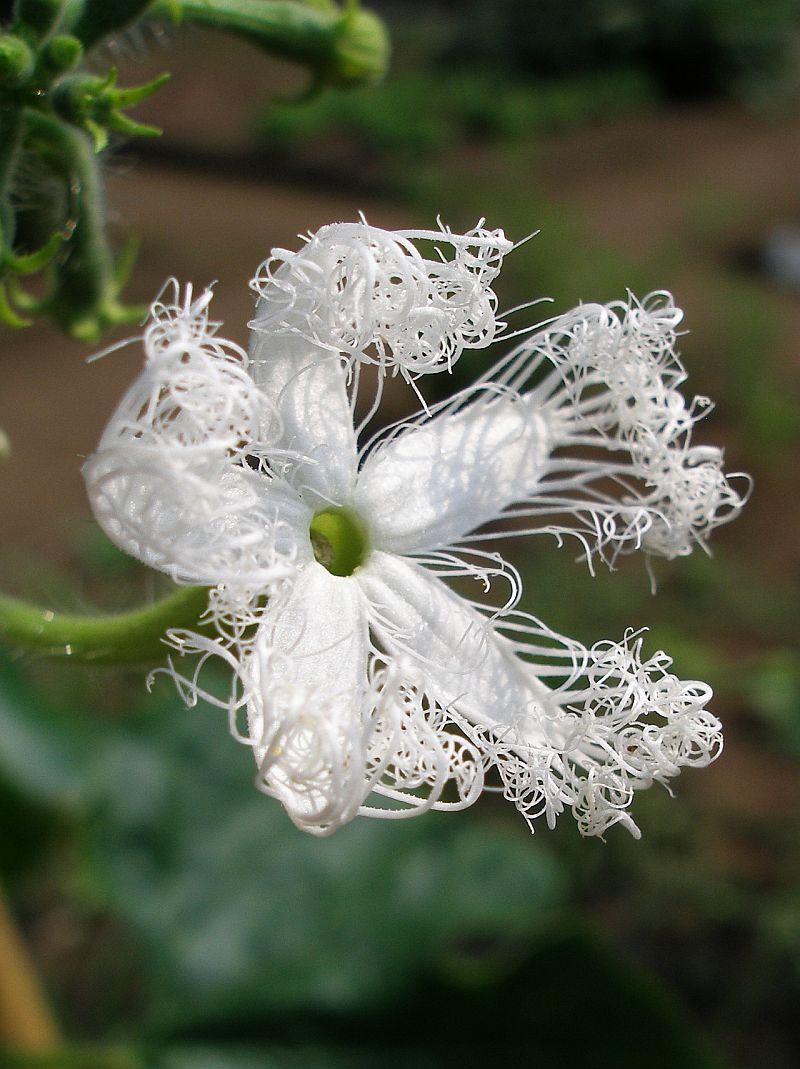
Квітка із закрученими кінцями